# 2580 Smilevskia
2580 Smilevskia eller 1977 QP4 är en asteroid i huvudbältet som upptäcktes den 18 augusti 1977 av den rysk-sovjetiske astronomen Nikolaj Tjernych vid Krims astrofysiska observatorium på Krim. Den har fått sitt namn efter Moisei Smilevskii.
Asteroiden har en diameter på ungefär 5 kilometer.